# Лебедев, Анатолий Алексеевич
Анатолий Алексеевич Лебедев (1 февраля 1931, дер. Сущево, Западная область, РСФСР — 28 марта 2012, Киев) — советский и украинский учёный-механик, доктор технических наук (1972), профессор (1976), член-корреспондент (1978), академик АН УССР (1988), лауреат Государственной премии СССР в области науки и техники (1982), лауреат Государственной премии Украины в области науки и техники (1997), заслуженный деятель науки и техники Украины (2001), Почётный доктор Национального технического университета Украины «Киевский политехнический институт» (2001).

## Биография
Родился 1 февраля 1931 года в селе Сущево Тёмкинского района (ныне — Смоленской области). Окончил Киевский ордена Ленина политехнический институт (КПИ) по специальности «Автотракторостроение» (1954) и физический факультет Киевского государственного университета имени Т. Г. Шевченко по специальности «Физика металлов» (1957—1960 гг., IV курс). Работал в КПИ ассистентом (1951—1959), Киевском высшем артиллерийском инженерном училище имени С. М. Кирова старшим преподавателем, исполняющим обязанности доцента (1959—1960). Учился в аспирантуре Института металлокерамики и спецсплавов АН УССР (1960—1963), после окончания которой и защиты кандидатской диссертации работал в этом институте научным сотрудником (1963—1964) и в Институте проблем материаловедения АН УССР старшим научным сотрудником (1964—1966).

С 1966 года до последнего дня работал в Институте проблем прочности АН УССР (с 2002 г. имени Г. С. Писаренко НАН Украины) старшим научным сотрудником, заведующим отделом, главным научным сотрудником.

С 1971 года работал по совместительству профессором кафедры динамики, прочности машин и сопротивления материалов в КПИ.

## Научные заслуги
А. А. Лебедев сделал значительный вклад в развитие отечественной науки, выполнив оригинальные теоретические и экспериментальные исследования по актуальным вопросам механики материалов — исследование закономерностей деформирования и разрушения твёрдых тел при сложном напряжённом состоянии в широком диапазоне температур, разработки аналитических и экспериментальных методов оценок предельной несущей способности и остаточного ресурса ответственных конструктивных элементов современной техники; создал новые экспериментальные методы и оборудование для исследования прочности и пластичности конструкционных материалов и элементов конструкций. Он является основателем общепризнанной в нашей стране и за рубежом научной школы «Уравнения состояния и критерии прочности материалов».
А. Лебедев впервые провёл глубокий анализ известных критериев прочности с точки зрения их геометрической интерпретации в пространстве напряжений, обосновал требования, которым должна удовлетворять геометрия граничной поверхности а, следовательно, достоверность соответствующих критериев. На основе теоретического обобщения известных и собственных экспериментальных данных, а также современных физических представлений о кинетике процесса разрушения, как одновременного течения взаимосвязанных актов отрыва и сдвига, А. Лебедев вместе с Г. С. Писаренко сформулировали новую концепцию предельного состояния материалов, получившую широкое признание специалистов и разработали обобщённые критерии предельного состояния материалов, которые имеют высокую достоверность, в том числе при описании процессов установившейся ползучести, прочности при статическом и динамическом нагружениях. Указанные критерии, а также предложенные уравнения кривых предельных амплитуд при циклическом нагружении, использованы в нормах расчёта ответственных изделий новой техники на усталость и циклическую долговечность.
Практическая реализация научных разработок А. Лебедева позволила создать высокоэффективные алгоритмы расчёта на прочность несущих элементов современной техники (криогенное оборудование, объекты ракетной и авиационной техники, сосуды высокого давления и тому подобное), работающих в условиях высоких и низких температур, а
также оптимизировать процессы сложных технологических операций, которые связаны с изготовлением изделий и созданием материалов с заданными свойствами. Впервые полученный многочисленный фактический материал существенно дополнил информацию для расчёта и оптимального конструирования изделий новой техники, работающей в сложных температурно-силовых условиях.
А. Лебедев является соавтором более 500 научных трудов, в том числе 25 монографий (три из них переизданы за рубежом), учебников и справочников, 52 изобретений. Под его руководством и консультацией подготовлено 43 кандидата и 8 докторов наук.

## Оценка и признание заслуг учёного
А. А. Лебедев — лауреат Государственной премии СССР в области науки и техники (1982 г.) за двухтомную монографию «Прочность материалов и элементов конструкций в экстремальных условиях», Государственной премии Украины в области науки и техники (1997 г.) за цикл работ по созданию новейших методов оценки прочности и долговечности элементов конструкций современной техники и разработке на их основе нормативных документов, премии имени С. П. Тимошенко НАН Украины за цикл работ «Процессы деформирования материалов и предельные состояния элементов конструкций в условиях сложного нагружения» (2004 г.); премии имени Г. С. Писаренко НАН Украины за комплекс учебников и учебных пособий по механике деформируемого твёрдого тела и механики материалов (2010 г.). Награждён орденом «Знак Почёта» (1975 г.), Почётной грамотой Президиума Верховного Совета УССР (1981 г.) и медалями.
Анатолий Алексеевич занимал должность председателя Научного совета «Механика деформируемого твёрдого тела» при Отделении механики НАН Украины, был членом национальных комитетов Украины и Российской Федерации по теоретической и прикладной механике, членом экспертного совета по математике и механике Комитета по Государственным премиям Украины в области науки и техники; членом комитета Министерства образования и науки Украины по механике; членом Европейского общества целостности конструкций (ESIS); членом Американского общества металлов (ASM International). А. Лебедев был действительным членом Российской академии проблем качества (1994 г.), Санкт-Петербургской академии по проблемам прочности (1996 г.), Нью-Йоркской академии наук (1996 г.); членом Международного Совета по физике прочности и пластичности материалов и экспертом INTAS, членом Технического комитета EURASEM — Европейской ассоциации экспериментальной механики; членом редакционных коллегий научных журналов «Проблемы прочности» и «Физико-химическая механика материалов».